# Библиотека с платной выдачей книг
Библиотека с платной выдачей книг (прокат книг; англ. Circulating library) — коммерческое предприятие, получающее прибыль от предоставления книг населению за определённую плату. Наибольшее распространение получили в Великобритании и США в XVIII и XIX веках.

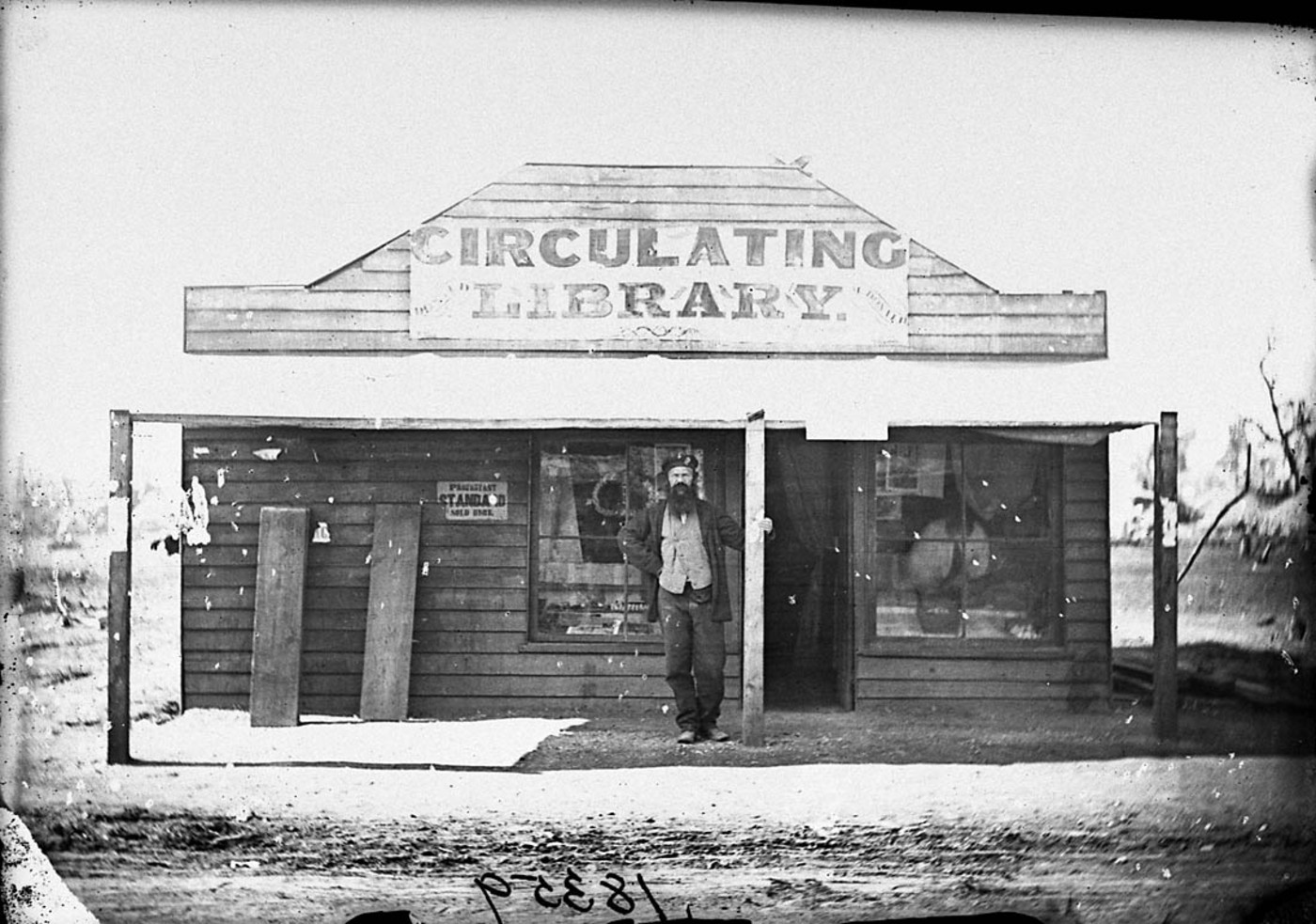
Дональд Макдональд, торговец канцелярскими принадлежностями, и его циркулирующая библиотека, Гулгонг, 1870 г.

## История
Библиотеки подобного типа предлагали альтернативу большому числу читателей, которые не могли позволить себе покупать новые книги в XIX веке. Многие библиотеки с платной выдачей книг воспринимались как поставщики женской беллетристики, хотя, конечно, так было не всегда. Многие частные библиотеки в Европе были созданы для научной и /или академической аудитории и не были доступны широкому кругу читателей, тем более из низших слоев общества.
В Англии читатели из среднего класса зависели от этих учреждений, так они получали доступ к последним художественным романам, которые требовали значительной подписки, которую многие читатели из низшего класса не могли себе позволить.
История библиотек с платной выдачей книг в Италии начинается в 1861 году, когда Антонио Бруни представляет собой первую библиотеку в Прато. Граждане, желающие воспользоваться услугой, платили взнос в размере 30 центов в месяц. Согласно официальной статистике Королевства в 1863 году в Италии было 210 библиотек, из которых 164 открыты для публики. После подавления в 1866 году религиозных корпораций собственность религиозных библиотек перешла к библиотекам соответствующих провинций. В 1866 г. по инициативе А. Бруни были получены первые государственные субсидии. В следующем году он был основан в Милане. Общество поддержки библиотек с платной выдачей книг, насчитывающее 50 членов, основало библиотеку. Также в 1867 году Эухенио Бьянки опубликовал «Библиотеки Giornale delle в Генуе», к которым прилагался «Монитор коммерческих библиотек, циркулирующих в муниципалитетах Королевства Италии». В 1869 году Бруни способствовал формированию Комитета по распространению информации о коммерческих библиотеках. В 1870 году Бруни издал Ежегодник коммерческих библиотек Италии. К концу века, в 1893 году, было 542 библиотеки.

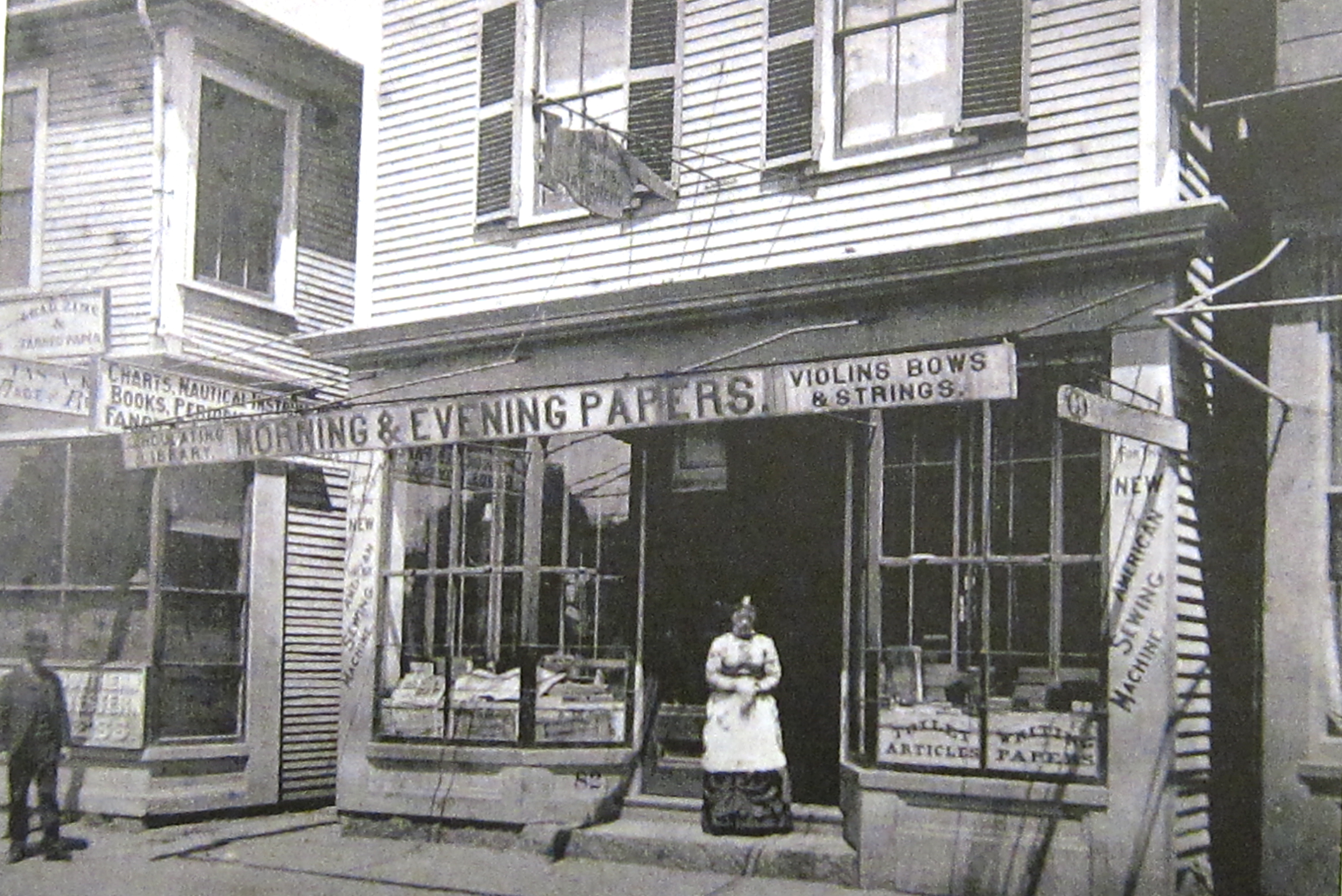
No 82 Main Street, Глостер, Массачусетс

Библиотеки с платной выдачей книг были важными культурными учреждениями в Англии и США в XIX веке, предоставляя растущему среднему классу доступ к широкому спектру материалов для чтения, включая поэзию, пьесы, истории, биографии, философию, путешествия и особенно художественную литературу (тогда чрезвычайно популярную).
Библиотеки с платной выдачей книг были трех основных типов:
- специализированные библиотеки;
- книжные клубы;
- коммерческие библиотеки, которые выросли до крупных городов и, в первую очередь, предлагали обширную коллекцию романов.

Хотя библиотеки университетов и колледжей процветали, как и специальные библиотеки для правительств, ассоциаций и предприятий, они все ещё были закрыты для широкой публики.
Библиотеки с платной выдачей книг выдавили в аренду бестселлеры в большом количестве, что позволяло издателям и авторам соответственно увеличивать свою читательскую аудиторию и увеличивать свои доходы. В XIX издатели и библиотеки с платной выдачей книг стали все меньше зависеть друг от друга в плане взаимной выгоды. Обращения библиотек также побудило книжных издателей продолжать выпускать дорогие книги на основе томов вместо однотомных (Трёхтомный роман). Однако, когда бестселлеры вышли из моды, во многих библиотеках остались книги, которые нельзя было продать или сдать в аренду. Это одна из причин, почему библиотеки данного типа, такие как Чарльз Эдвард Муди, в конечном итоге были вынуждены закрыть свои двери.
Сложно выделить основные отличительные черты данного типа библиотек их от других типов библиотек. В период распространения библиотек существовали и другие библиотеки, такие как библиотеки по подписке, которые работали аналогичным образом. Однако, когда оба типа библиотек были обычным явлением, термины «библиотеки с платной выдачей книг» и «библиотеки подписки» «были полностью взаимозаменяемы». Логично, что они считались одинаковыми, поскольку оба типа библиотек распространяли книги и взимали абонентскую плату. Библиотеки различались по своему предназначению. Целью библиотек платной выдачи книг была финансовая выгода, а подписные библиотеки намеревались получать литературные и научные произведения, которыми они могли бы поделиться с другими.
Библиотеки с платной выдачей книг были популярны в XVIII и XIX веках и располагались в больших и малых общинах Англии и Великобритании. Обычно они работали в магазинах, где продавались другие товары, такие как газеты и книги. Иногда они были в магазинах, где продавались вещи, совершенно не связанные с книгами. Гонорары были длительными, от нескольких месяцев до года. В конце концов, сборы изменились на дневные, чтобы попытаться привлечь клиентов в некоторые библиотеки.
Одно различие между библиотеками с платной выдачей книг и другими библиотеками заключалось в том, что их коллекция отражала общественный спрос, что привело к увеличению собраний художественной литературы. Когда тираж уменьшился, книги начали продавать. Ещё одно отличие заключалось в том, что покупателями часто были женщины. Эти факторы способствовали популярности проката книг. Библиотеки с платной выдачей книг были первыми, кто обслуживал женщин и активно искал их покровительства. Неслучайно некоторые из этих библиотек располагались в магазинах модных и канцелярских товаров, а также через медицинские акушерские станции.

### Примеры библиотек
- 1725 г. Аллан Рамзи открыл первую библиотеку в Эдинбурге, Шотландия[4].
- 1728 г. Джеймс Лик открыл первую в Англии библиотеку.
- 1745, год роспуска библиотеки, находящейся в обращении Сэмюэля Фанкура.
- 1762 г. Уильям Ринд открыл в Аннаполисе, штат Мэриленд, первую в Америке библиотеку[1].

## Критика библиотек с платной выдачей книг и их фондов
В конце XVIII века романы стали очень популярным литературным явлением. Спрос на романы был высок, но их стоимость делала их недоступными для многих. Они пользовались большой популярностью, потому что были менее сложными, чем более научные виды литературы.
Сюжеты романов были реалистичными, что делало их привлекательными и интересными. Герои романов — сенсационные и соблазнительные, отличались от того, как люди действуют в жизни. Общество опасалось, что люди, в основном женщины, не смогут различить реалистичные и полностью вымышленные элементы. В основном аргумент против романов заключался в том, что они вызывают у людей нереалистичные ожидания от жизни.
Библиотеки с платной выдачей книг подвергались резкой критике на пике своей популярности за то, что они являются поставщиками романов. Взгляды на романы и их читателей, продавцов и писателей вышли за рамки простой критики и стали клеветническими. Большая часть информации о критике романов поступает из различных публичных и частных источников.

## Издательская деятельность
Некоторые библиотеки с платной выдачей книг становились издателями, хотя многие из них не имели широкой дистрибьюции печатных произведений.
К концу XVIII века издательства-библиотеки увеличили количество публикуемой художественной литературы.
Библиотеки с платной выдачей книг боролись с дискриминацией женщин. Они выступали за публикацию произведений женщин, тогда как другие издатели по-прежнему предпочитали работы мужчин.
Обычно люди публиковали свои работы анонимно. Издатели были известны тем, что публиковали анонимные работы, и считается, что многие из опубликованных ими книг написаны женщинами. Издатели не воспринимались так же благосклонно, как другие крупные издательства, поскольку они печатали произведения, которые были признаны обществом неприемлемыми. Люди, возможно, хотели, чтобы их работы были анонимными, чтобы избежать клейма, связанного с издателем с сомнительной репутацией.

## Упадок
К началу XX века способы приобретения книг людьми изменились, и библиотеки с платной выдачей книг больше не были удобным способом получения знаний. Наибольший вклад в сокращение числа библиотек с платной выдачей книг, было снижение цен на книги. В попытке компенсировать потерю дохода, абонентская плата была снижена до дневных ставок по сравнению с ежемесячными или годовыми.
Коммерческие библиотеки, библиотеки с платной выдачей книг, были обычным явлением и в XX веке, хотя, когда современные публичные библиотеки стали обычным явлением, это способствовало их упадку. Ещё одним фактором, способствовавшим этому, было появление книг в мягкой обложке, которые было дешевле покупать.
В Великобритании торговая сеть WHSmith с 1860 года руководила библиотечной схемой, которая просуществовала до 1961 года, когда библиотека перешло в собственность Бутса-химика. Он был основан в 1898 году и когда-то состоял из 450 филиалов, и продолжал действовать до тех пор, пока последний 121 филиал не исчез в 1966 году.